# Korpskär (väst om Vänö, Kimitoön)
Korpskär är en ö i Finland. Den ligger i Skärgårdshavet och i kommunen Kimitoön i landskapet Egentliga Finland, i den sydvästra delen av landet. Ön ligger omkring 66 kilometer söder om Åbo och omkring 160 kilometer väster om Helsingfors.
Öns area är 14,1 hektar och dess största längd är 0,8 kilometer i öst-västlig riktning. Ön höjer sig omkring 15 meter över havsytan.